# Myiophobus flavicans
A Myiophobus flavicans a madarak (Aves) osztályának a verébalakúak (Passeriformes) rendjéhez, ezen belül a királygébicsfélék (Tyrannidae) családjához tartozó faj.

## Előfordulása
Kolumbia, Ecuador, Peru és Venezuela területén honos.

## Alfajai
- Myiophobus flavicans caripensis Zimmer & W. H. Phelps, 1954
- Myiophobus flavicans flavicans (P. L. Sclater, 1861)
- Myiophobus flavicans perijanus Phelps & W. H. Phelps Jr, 1957
- Myiophobus flavicans superciliosus (Taczanowski, 1875)
- Myiophobus flavicans venezuelanus (Hellmayr, 1920)